# Авторемзавод
Авторемзавод  — селище Катинського сільського поселення, Смоленський район, Смоленська область, Росія.
Населення  — 1320 осіб (2007). Розташоване на заході області за 21 км на захід від Смоленська. 

## Історія
Утворення селища пов'язане з будівництвом авторемонтного заводу на початку 50-х років. 

## Економіка
Авторемонтний завод, зона митного контролю, митні склади, магазини. 

## Пам'ятки
Дитячий садок, СПТУ № 34, банний комплекс з перукарнею, залізнична станція (З.П. 443 км), футбольний стадіон, хокейний майданчик, дитячий майданчик. 